# Smen

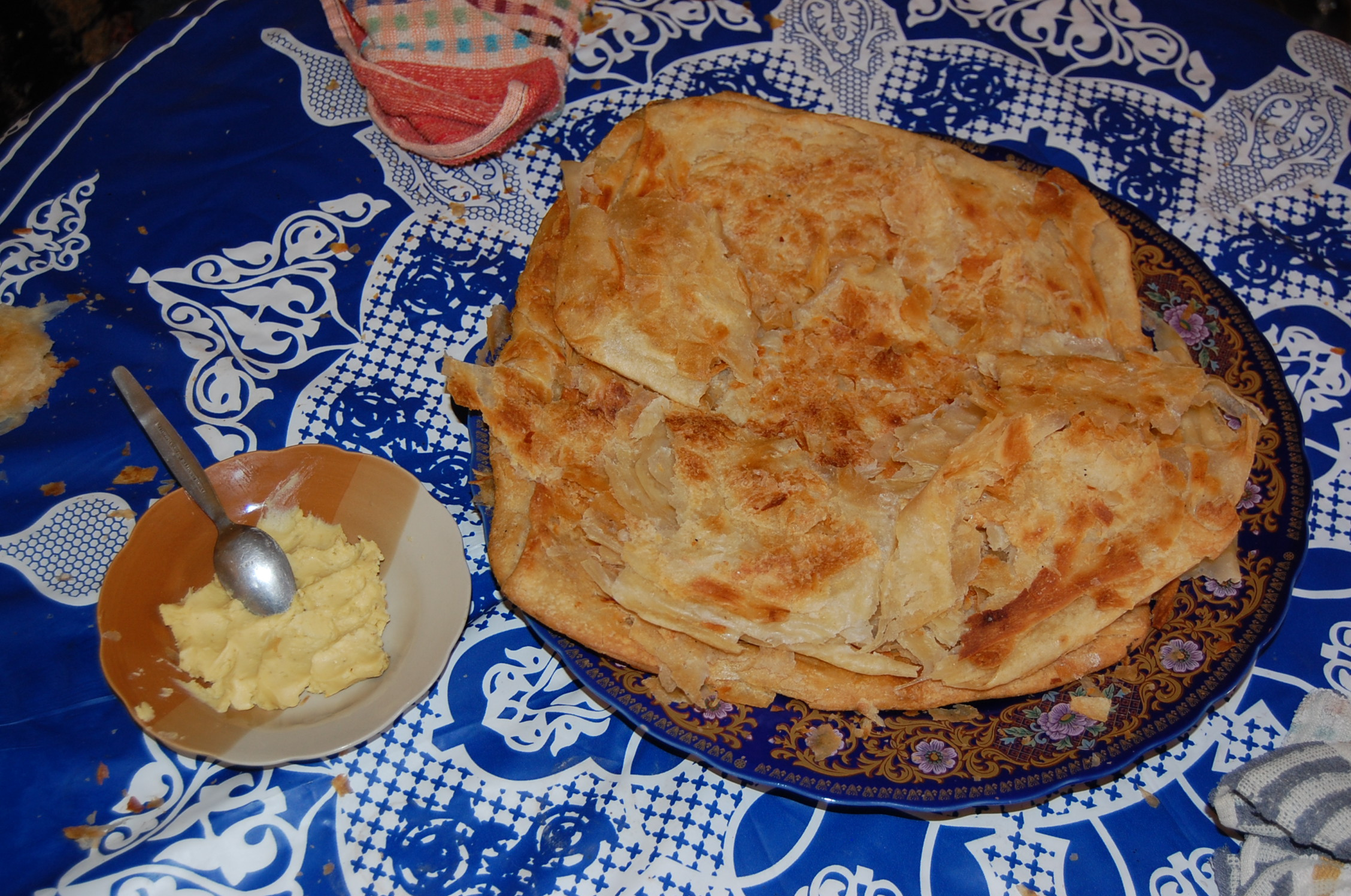
Smen servi en accompagnement du msemmen.

Le smen est un beurre fermenté et salé originaire d'Afrique du Nord et du Proche-Orient.

## Utilisation
Les agriculteurs berbères du sud du Maghreb enterrent parfois un récipient scellé de smen le jour de la naissance d'une fille, le laissant vieillir jusqu'à ce qu'il soit déterré et utilisé pour assaisonner la nourriture servie lors du mariage de cette fille, parfois également pour le mariage de leur fils. En Israël et au Yémen , les Juifs préparent une version spéciale de semneh (סאמנה) qui est fumée avec des herbes aromatiques à l'intérieur d'une citrouille pour lui donner une saveur plus profonde et aider à la conservation.

## Nom
En arabe maghrébin, il est connu sous le nom de [smen], tandis qu'en arabe littéraire سَمْن, samn, ou samna en arabe égyptien, et samné en arabe syro-libanais.

## Lesmennord-africain

### Préparation artisanale
Le smen nord-africain est préparé de façon artisanale à partir du beurre fermier par lavage et salage, puis conditionnement dans des pots en terre et conservation à l'abri de l'air et de la lumière pour une durée variable d'au moins six mois.
Cette préparation fait ressortir les caractéristiques suivantes : absence de tout traitement thermique, le salage constituant le seul élément de conservation. Les conditions de stockage sont également originales (anaérobiose et température ambiante).
Cette technologie générale, pratiquée dans toute l'Afrique du Nord, est susceptible de quelques modifications selon les régions :
- le beurre fermier peut être fabriqué à partir d'un mélange de lait de vache et de chèvre ;
- le beurre est parfois clarifié avant le salage ;
- le smen, après salage mais avant son conditionnement, peut être aromatisé de thym sous forme de fragments de la plante ou d'extrait[3].

### Utilisation et conservation
Ce produit est très apprécié pour ses qualités gustatives, diététiques, voire thérapeutiques. Doté d'un goût puissant, il est utilisé en petite quantité, principalement pour les plats à base de viande et en accompagnement du couscous, même s'il peut également servir comme beurre à pâtisserie.
Contrairement au beurre, il peut être conservé sans réfrigération pendant plusieurs années, s'il est mis dans un contenant étanche et à l'abri de la lumière.